# 阿魯台
阿魯台（？—1434年），《蒙古源流》作太师阿噜克台，為15世紀東部蒙古（鞑靼）阿蘇特的領袖。

## 生平
1403年，与鬼力赤合兵攻打瓦剌，失敗。西蒙古的瓦剌首長烏格齊哈什哈死后，他擊敗瓦剌部酋馬哈木。1408年，他杀死鬼力赤，拥立本雅失里为蒙古可汗，自为太师，振兴东蒙古，西征瓦剌。1408年后，他又与瓦剌贵族攻战不已，1409年，阿鲁台杀死明朝使者郭骥，击败丘福率领的十五万大军。1410年，明成祖第一次亲征漠北，他和本雅失里意见不同，率军东走，途中遭遇明军，大败，当年冬天，向明朝进贡马匹，接受明成祖册封。1416年，击败马哈木。1417年，又被瓦剌击败。随后1422年、1423年再次两度與明朝正式敵對交戰。雖然在1423年戰役中，他遭遇敗績，不過隔年明成祖帶領的明軍對其再戰未果，之後明成祖在回程的途中染病身亡。在势力大大削弱之后，他拥立鬼力赤之子阿台为东蒙古的傀儡可汗。他又和阿寨台吉联合，一度击败瓦剌。1434年（明宣德九年），瓦剌太师脱懽和其所立的可汗脱脱不花攻杀阿鲁台和其部下失捏干。其一子阿卜只俺归顺明朝。
日本学者和田清认为阿寨是阿鲁台在1423年（明永乐二十一年）杀死的本主，所以阿寨子脱脱不花依附脱懽攻打阿鲁台。

## 官职
在鬼力赤时期，曾任太保枢密知院一职。
明永乐十一年（1413年），阿鲁台被明朝封为和宁王。
明永乐十一二年（1414年）时，阿鲁台的汉文官称为“开府仪同三司、特进、金紫光禄大夫、太师、中书右丞相、枢密院为头知院”。

## 子嗣
- 也先孛罗[4]
- 阿卜只俺
- 昂克孛罗[5]
- 火儿忽答孙[6]